# Biserica de lemn din Brâglez

Biserica de lemn din Brâglez

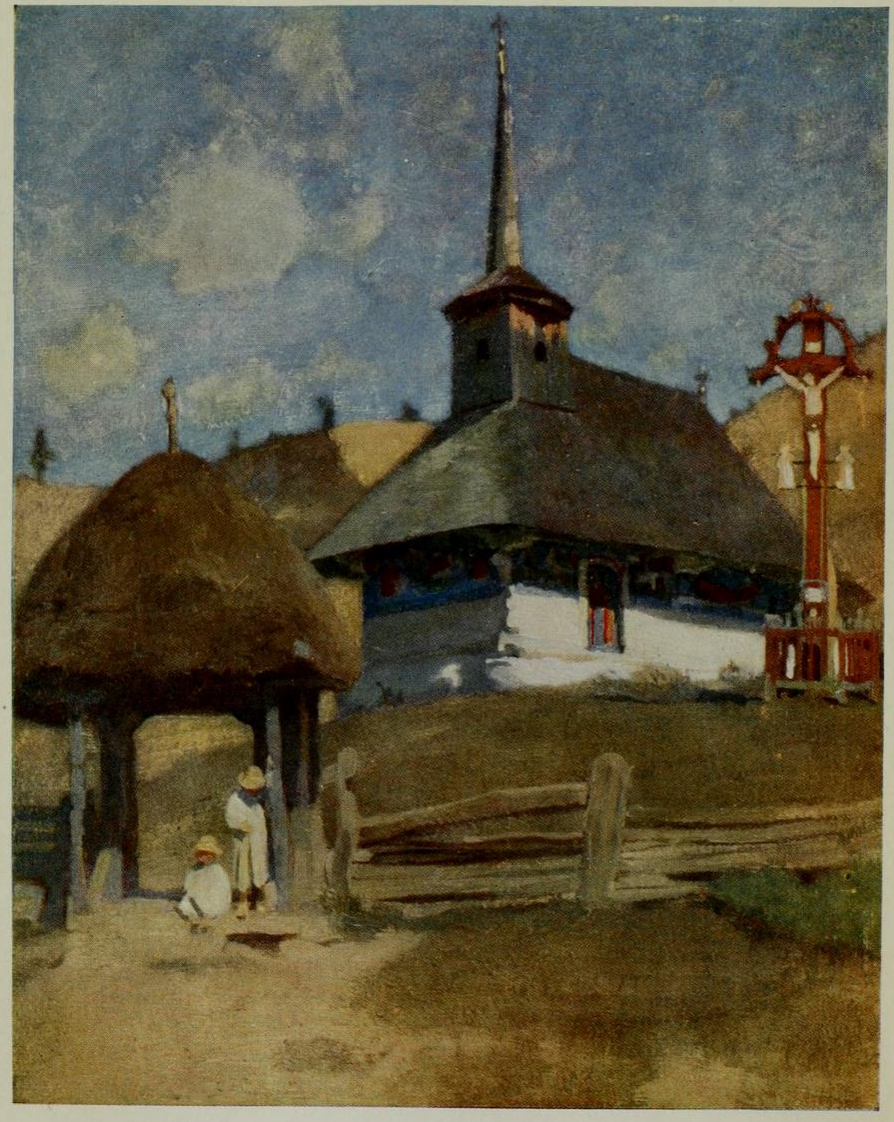
Pereții acoperiți de picturi surprinși de pictorul englez Adrian Scott Stokes în anul 1906

Biserica de lemn din Brâglez s-a aflat în localitatea Brâglez din județul Sălaj și, după tradiție, fusese ridicată în anul 1720-21. Ea a funcționat ca biserică parohială până în anul 1929, când a fost înlocuită de biserica de zid actuală. 

## Istoric
Biserica a fost demolată la puțin timp după documentarea ei prin Atanasie Popa, istoricul de artă care a scris monografia monumentului.